# Saint-Léger-la-Montagne
Saint-Léger-la-Montagne è un comune francese di 312 abitanti situato nel dipartimento dell'Alta Vienne nella regione della Nuova Aquitania.

## Società

### Evoluzione demografica
Abitanti censiti